# Jens Berntsen
Jens Berntsen (Aalesund, 22 augustus 1867 – Oslo, 24 december 1945) was een Noors zanger. Zijn stemvoering was bariton, bas.

## Biografie
Jens Elias werd als een van vijf kinderen geboren binnen het gezin van Jens Elias Berentsen (1827-1900) en Karen Andrea Pedersen (1839-1900) . Hij huwde op 18 december 1897 met toneelactrice Mette Marie Wang (geboren 31 januari 1876) van wie hij weer scheidde. Zij hertrouwde met architect Henrik Bull. Jens Berntsen hertrouwde met apotheekhouder Erika Jassine Berntsen (1875-1961). Zij kregen een dochter Massa Marie Backer Berntsen, genoemd naar de moeder van Erika. Het verhaal gaat daarbij dat Erika's moeder familie was van Agathe Backer-Grøndahl, vandaar dat de naam "Backer" terugkwam.
Hij studeerde bij Wilhelm Kloed, Fritz Arlberg en Thorvald Lammers. Hij debuteerde tijdens een concert op 8 oktober 1892 onder de vleugels van Kloed. Hij werd in het diepe gegooid, want diezelfde avond speelden ook nog zijn leermeester, Erika Nissen en Martin Ursin. Hij was vaste zanger van het toneelgezelschap van het Christiania Theater en verhuisde mee naar het Nationaltheatret en zong daar van 1899 tot 1905. Hijzelf gaf les aan het Conservatorium van Oslo, maar ook aan zijn eigen Jens Berntsen’s Skole. Hij dirigeerde ook soms koren. In 1924 ontving hij de Kongens Fortjenstmedalje. Hij gaf minstens twee zangleerboeken uit, waaronder Arminske Stauprincip.

## Enkele concerten
- 8 oktober 1892, zie boven
- 5 november 1893 met Dagmar Walle-Hansen
- 12 november 1898 met liederen van Catharinus Elling
- 23 maart 1901 met Carl Hagman, Anna Scharffenberg, Dagny Skarseth (allen zang) en Agathe Backer-Grondahl en Erika Nissen (twee piano's) in een werk van Johannes Brahms, Liebeslieder Waltzes.